# Liste des musiciens d'Ozzy Osbourne
Vous pouvez aider à l'améliorer ou bien discuter des problèmes sur sa page de discussion.
- Il ne cite pas suffisamment ses sources. Vous pouvez indiquer les passages à sourcer avec {{référence nécessaire}} ou {{Référence souhaitée}}, et inclure les références utiles en les liant aux notes de bas de page. (Marqué depuis décembre 2018)
- Il est à actualiser. Certains passages sont obsolètes ou annoncent des événements désormais passés. (Marqué depuis mars 2017)

- Archive Wikiwix
- Bing
- Cairn
- DuckDuckGo
- E. Universalis
- Gallica
- Google
- G. Books
- G. News
- G. Scholar
- Persée
- Qwant
- (zh) Baidu
- (ru) Yandex
- (wd) trouver des œuvres sur Wikidata

Cette page recense les musiciens du chanteur de heavy metal britannique Ozzy Osbourne.

## Membres au cours des années
| (1977-1980) | - Ozzy Osbourne- Vocal - Barry Dunnery- Guitar - Dennis McCarter- Bass - Frank Hall- Drum                               |
|             | - Ozzy Osbourne - Vocal - John Fraser-Binnie- Guitar - Terry Horbury- Bass - Andy Bierne- Drum                          |
|             | - Ozzy Osbourne- Vocal - Randy Rhoads- Guitar - Dana Strum- Bass                                                        |
| (1979-1980) | - Ozzy Osbourne- Vocal - Randy Rhoads- Guitar - Bob Daisley- Bass - Dave Potts - Drum                                   |
| (1980-1981) | - Ozzy Osbourne- Vocal - Randy Rhoads- Guitar - Bob Daisley- Bass - Lee Kerslake- Drum                                  |
|             | - Ozzy Osbourne- Vocal - Randy Rhoads- Guitar - Rudy Sarzo- Bass - Don Airey- Clavier - Tommy Aldridge- Drum            |
|             | - Ozzy Osbourne- Vocal - Bernie Torme- Guitar - Rudy Sarzo- Bass - Don Airey- Clavier - Tommy Albridge- Drum            |
|             | - Ozzy Osbourne- Vocal - Brad Gills- Guitar - Rudy Sarzo- Bass - Don Airey- Clavier - Tommy Albridge- Drum              |
| (1982-1983) | - Ozzy Osbourne- Vocal - Brad Gills- Guitar - Pete Way- Bass - Lindsay Bridgewater- Clavier - Tommy Albridge- Drum      |
|             | - Ozzy Osbourne- Vocal - Jake E. Lee- Guitar - Don Costa- Bass - Lindsay Bridgewater- Clavier - Tommy Albridge- Drum    |
|             | - Ozzy Osbourne- Vocal - Jake E. Lee- Guitar - Bob Daisley- Bass - Lindsay Bridgewater- Clavier - Tommy Albridge- Drum  |
|             | - Ozzy Osbourne- Vocal - Jake E. Lee- Guitar - Bob Daisley- Bass - Don Airey- Clavier - Carmine Appice- Drum            |
| (1984-1987) | - Ozzy Osbourne- Vocal - Jake E. Lee- Guitar - Bob Daisley- Bass - Don Airey- Clavier - Tommy Albridge- Drum            |
|             | - Ozzy Osbourne- Vocal - Jake E. Lee- Guitar - Phil Soussan- Bass - Jon Sinclair- Clavier - Randy Castillo- Drum        |
| (1988-1994) | - Ozzy Osbourne- Vocal - Zakk Wylde- Guitar - Terry Nails- Bass - Randy Castillo- Drum                                  |
|             | - Ozzy Osbourne- Vocal - Zakk Wylde- Guitar - Bob Daisley- Bass - John Sinclair- Clavier - Randy Castillo- Drum         |
| (1988-1989) | - Ozzy Osbourne- Vocal - Zakk Wylde- Guitar - Mike Inez- Bass - John Sinclair- Clavier - Randy Castillo- Drum           |
|             | - Ozzy Osbourne- Vocal - Zakk Wylde- Guitar - Geezer Butler- Bass - Randy Castillo- Drum                                |
| (1995-1999) | - Ozzy Osbourne- Vocal - Steve Vai- Guitar - Bob Daisley- Bass - Deen Castronovo- Drum                                  |
|             | - Ozzy Osbourne- Vocal - Zakk Wylde- Guitar - Geezer Butler- Bass - Deen Castronovo- Drum                               |
|             | - Ozzy Osbourne- Vocal - Alex Skolnick- Guitar - Geezer Butler- Bass - Deen Castronovo- Drum                            |
|             | - Ozzy Osbourne- Vocal - Joe Holmes- Guitar - Geezer Butler- Bass - Deen Castronovo- Drum                               |
|             | - Ozzy Osbourne- Vocal - Joe Holmes- Guitar - Geezer Butler- Bass - Randy Castillo- Drum                                |
|             | - Ozzy Osbourne- Vocal - Joe Holmes- Guitar - Rob Trujillo- Bass - Mike Bordin- Drum                                    |
| (2000-2002) | - Ozzy Osbourne- Vocal - Joe Holmes- Guitar - Rob Trujillo- Bass - John Sinclair- Clavier - Roy Mayorga- Drum           |
|             | - Ozzy Osbourne- Vocal - Joe Holmes- Guitar - Rob Trujillo- Bass - John Sinclair- Clavier - Brian Tichy- Drum           |
|             | - Ozzy Osbourne- Vocal - Zakk Wylde- Guitar - Rob Trujillo- Bass - John Sinclair- Clavier - Mike Bordin- Drum           |
| (2003-2008) | - Ozzy Osbourne- Vocal - Zakk Wylde- Guitar - Jason Newstead- Bass - John Sinclair- Clavier - Mike Bordin- Drum         |
|             | - Ozzy Osbourne- Vocal - Zakk Wylde- Guitar - Rob "Blasko" Nicholson- Bass - John Sinclair- Clavier - Mike Bordin- Drum |
|             | - Ozzy Osbourne- Vocal - Zakk Wylde- Guitar - Rob "Blasko" Nicholson- Bass - Adam Wakeman- Clavier - Mike Bordin- Drum  |

## Par instrument
| - Randy Rhoads - (1980-1982) - Bernie Tormé (mars-avril 1982) - Jake E. Lee - (1983-1986) - Zakk Wylde - (1988-2002,2007) - Brad Gillis - (1982) - Tony Iommi - (1993) - Joe Holmes - (1996) - Tim Palmer - (2001) - Dany Saber - (2001) - Jerry Cantrell - (2005) - Gus G. - (2009 - 2011) - Bob Daisley - (1980-1983,1988) - Rudy Sarzo - (1982) - Phil Soussan - (1986) - Geezer Butler - (1990-1993) - Mike Inez - (1991-1993) - Robert Trujillo - (2001-2002) - Jason Newsted - (2003) - Chris Wyse - (2005) - Blasko - (2007) | - Lee Kerslake - (1980-1981) - Tommy Aldridge - (1982-1983) - Carmine Appice - (1982-1983) - Randy Castillo - (1986-1993) - Bill Ward - (1993) - Deen Castronovo - (1995) - Tim Palmer - (2001) - Mike Bordin - (2001-2007) - Roy Mayorga - Batteur de concerts - Don Airey - (1980-1983) - Johnny Cook - (1981) - Mike Moran - (1986) - John Sinclair - (1988-2002) - Rick Wakeman - (1995) - Michael Beinhorn - (1995) - Tim Palmer - (2001) - Michael Railo - (2001) - Zakk Wylde - (2007) |